# Lac Kacipapitcikatek
Lac Kacipapitcikatek är en sjö i Kanada.   Den ligger i regionen Mauricie och provinsen Québec, i den sydöstra delen av landet, 250 km nordost om huvudstaden Ottawa. Lac Kacipapitcikatek ligger 444 meter över havet.
I omgivningarna runt Lac Kacipapitcikatek växer i huvudsak blandskog. Trakten runt Lac Kacipapitcikatek är nära nog obefolkad, med mindre än två invånare per kvadratkilometer.